# Parque Olímpico Reina Isabel
El Parque Olímpico Reina Isabel (antes denominado Parque Olímpico) en Londres, Inglaterra, es un complejo deportivo construido para los Juegos Olímpicos de 2012 y los Juegos Paralímpicos del mismo año, ubicado al este de la ciudad junto al sector de desarrollo denominado Stratford City. Contiene la Villa Olímpica y varias de las sedes deportivas incluyendo el Estadio Olímpico y el Centro Acuático. El parque podrá ser observado desde el ArcelorMittal Orbit, una torre de observación y la pieza de arte público más grande de Gran Bretaña. Después de los Juegos Olímpicos, el parque se llama Parque Olímpico Reina Isabel (Queen Elizabeth Olympic Park), para conmemorar el Jubileo de Diamante de Isabel II, aun cuando no será oficialmente un Parque Real de Londres.

## Ubicación
El sitio cubre partes de Stratford, Bow, Leyton y Homerton en el East End de Londres. El Royal Mail le dio al parque y a Stratford City el código postal E20, que anteriormente había sido usado sólo en la telenovela de la BBC EastEnders para el suburbio ficticio de Walford.

## Diseño y construcción

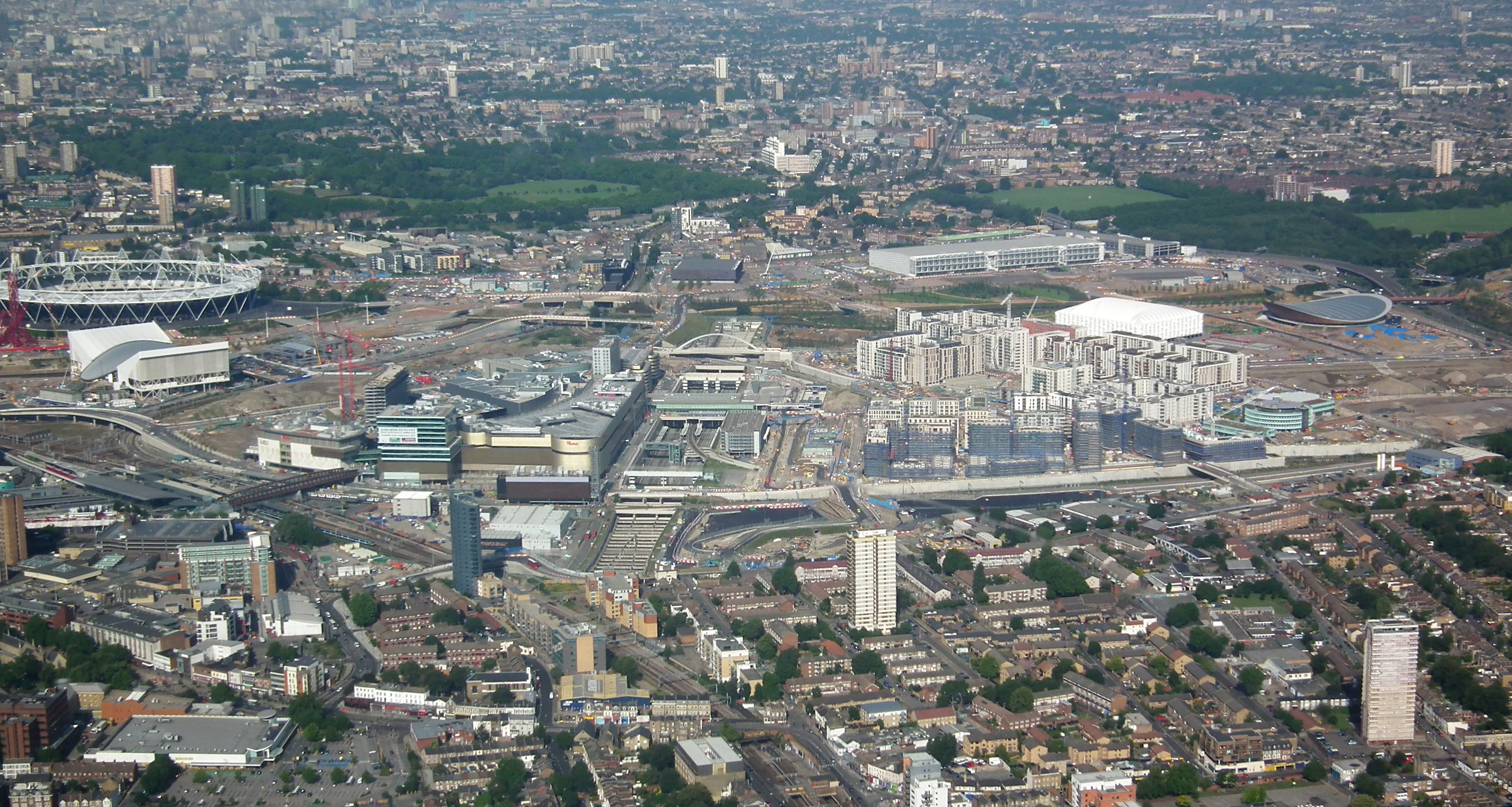
Vista aérea del parque y Westfield Stratford City en junio de 2011.

El parque fue diseñado por el Consorcio EDAW (incluyendo a EDAW y Buro Happold), trabajando con Arup y WS Atkins.
La candidatura olímpica de Londres propuso que habría cuatro arenas en la parque, pero el plan maestro revisado y publicado en 2006 redujo estos a tres, con los eventos de vóleibol trasladados al Centro de Exhibiciones de Earls Court. La arena de esgrima también fue cancelada, por lo que los eventos de esa disciplina se realizarán en el Centro de Exposiciones ExCeL. Las arenas que se mantuvieron son las de básquetbol y la Caja de Cobre.
Para iniciar la construcción, las 52 torres de electricidad, de 65 metros de altura, que dominaban la vista dentro y alrededor del parque, fueron removidas, y la electricidad en el parque actualmente corre por túneles subterráneos.

## Sedes deportivas
- Arena de Baloncesto
- Arena de Waterpolo
- Arena Riverbank
- Caja de Cobre
- Centro Acuático
- Estadio Olímpico
- Velódromo de Londres

También existirá una Villa Olímpica para albergar a los atletas.

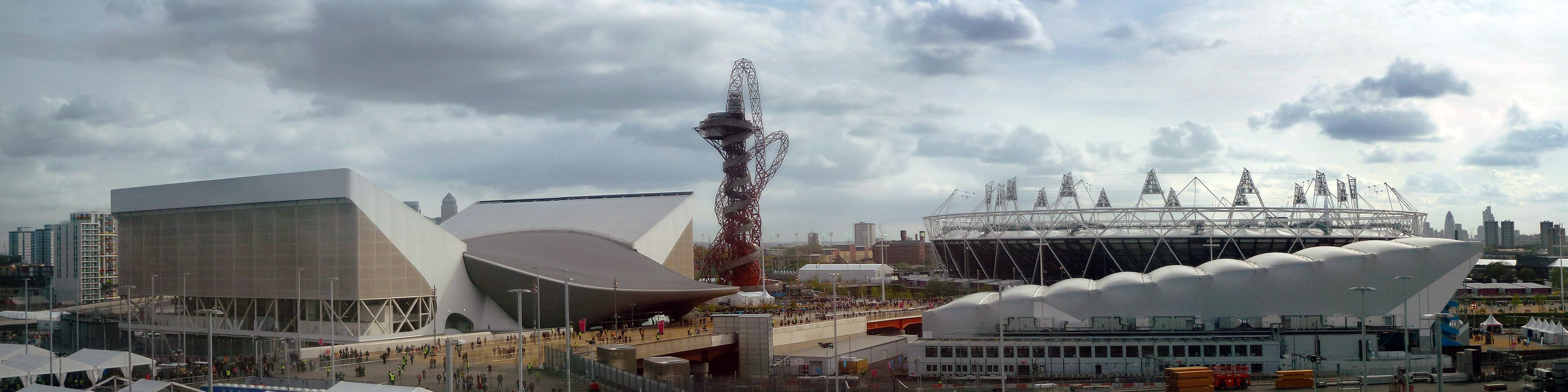
El Centro Acuático (izquierda), ArcelorMittal Orbit (centro), Estadio Olímpico (fondo, derecha) y la Arena de Waterpolo (frente, derecha) en el Parque Olímpico de Londres vistos desde Westfield Stratford City en mayo de 2012.